# Неменов, Михаил Исаевич
Михаил Исаевич Неменов (до 1918 года Нисон Шаевич Неменов; 17 (29) января 1880 года, Витебск — 3 февраля 1950 года, Ленинград) — советский рентгенолог. Доктор медицины. Профессор. Доктор биологических наук, доктор медицинских наук. Заслуженный деятель науки РСФСР. Один из основоположников отечественной рентгенологии и военно-полевой рентгенологии. Генерал-майор медицинской службы. Основные труды посвящены вопросам клинической рентгенологии (рентгенодиагностике, рентгенотерапии и радиобиологии). Почетный член итальянского, австрийского общества рентгенологов и радиологов.

## Биография
Родился 29 января 1880 года в семье купца Шаи Нисоновича Неменова, занятого в текстильной мануфактуре и владевшего в Витебске собственным домом.
Окончил гимназию. В 1904 году окончил Берлинский университет, прошёл двухгодичную специализацию по рентгенологии в Германии. В 1907 году Неменов вернулся с женой и двумя детьми в Россию, некоторое время работал вольнопрактикующим врачом в Лиозно. В 1907—1918 годы работал вольнопрактикующим врачом в Петербурге (в 1908 году открыл рентгенологический кабинет, впоследствии ставший Центральной рентгенологической лабораторией), одновременно ассистентом в хирургической клинике Петербургского женского медицинского института, где читал курс по рентгенологии, и помощником заведующего клиническим отделением Института экспериментальной медицины. В 1916 году защитил диссертацию доктора медицины по теме «О влиянии рентгенизации яичек на предстательную железу».
В 1918 году совместно с А. Ф. Иоффе организовал в Петрограде первый в мире Государственный рентгенологический радиологический институт, который возглавлял на протяжении 30 лет. Работа института привлекла внимание Вильгельма Конрада Рентгена и сыграла большую роль в советской рентгенорадиологии, а так же и за рубежом.
В 1919 основал журнал «Вестник рентгенологии и радиологии». С 1939 года главный рентгенолог Красной Армии. Член ВКП(б) с 1940 года.
Скончался в Ленинграде 3 февраля 1950 года, похоронен на Богословском кладбище.

### Семья
Был женат на враче-рентгенологе Анне Моисеевне Югенбург (1888, Велиж, Витебская губерния — 1969), которая была также его соавтором. Двое детей:
- Леонид (1905—1980), учёный-физик, доктор технических наук, профессор, академик Академии наук Казахской ССР.
- Герта (1905—1986), художница, живописец, график. Представитель ленинградской школы живописи, член общества «Круг художников».

## Научная деятельность
Основные труды Неменова посвящены влиянию рентгеновского излучения на центральную нервную систему, эндокринные железы. Был первым кто применил метод условных рефлексов для изучения воздействия рентгеновских лучей на кору головного мозга. Исследование проводилось им в лаборатории И. П. Павлова.

## Награды и звания
- орден Ленина[12].
- заслуженный деятель науки РСФСР.
- два ордена Трудового Красного Знамени[12].
- орден Отечественной войны II степени[12].
- два ордена Красной Звезды[12].